# Peseckendorf
Peseckendorf ist ein Ortsteil der Stadt Oschersleben (Bode) im Landkreis Börde in Sachsen-Anhalt.

## Geografie
Peseckendorf liegt zwischen Oschersleben (Bode) und Wanzleben im westlichen Teil der waldarmen Magdeburger Börde, deren auf eiszeitlicher
Lößgrundlage äußerst fruchtbare Schwarzerdeböden seit alters her landwirtschaftlich intensiv genutzt werden. Das Gebiet um Peseckendorf fällt nach Süden zur 2 km entfernten Bode leicht ab, während in Richtung Nordwesten das Gelände allmählich um ca. 100 m ansteigt (Kniel 205 m ü. NN).
Zur ehemaligen Gemeinde Peseckendorf gehörte der 2,5 km nordwestlich von Peseckendorf liegende Ortsteil Neubau.

## Geschichte
Peseckendorf wurde urkundlich erstmals im Jahre 1086 als Pesekendorp erwähnt. Kloster Hillersleben hatte hier Besitzungen, die 1152 und 1220 bestätigt wurden. Siegfried von Peseckendorf war 1196 Zeuge in einer Urkunde des Markgrafen Otto, und Dietrich von Peseckendorf 1264 in einer Urkunde des Klosters Diesdorf. Das Domkapitel Magdeburg erwarb 1262 das Zehntrecht von Peseckendorf. Johannes von Berwinkel besaß ab 1311 die Hälfte des Dorfes als bischöfliches Lehen. Im 15. Jahrhundert hatte das Walbecker Stift Ländereien im Dorf. Das Rittergut Peseckendorf erhielt 1463 das Geschlecht von der Asseburg als Lehen. Ab 1494 war das Kirchdorf Peseckendorf einige Zeit wüst.
1617 versah Busso von der Asseburg sein Gut mit starken Wällen und Gräben, die ihm sicher im Dreißigjährigen Krieg gut zustattenkamen. 1848 sind im Dorf bereits wieder 15 Höfe mit 118 Einwohnern vermerkt. Ebenfalls existierten zu dieser Zeit auch schon zwei Wassermühlen.
Am 20. Juli 1950 wurde der Ortsteil Neubau aus der Gemeinde Ampfurth in die Gemeinde Peseckendorf umgegliedert.
Am 1. Januar 2010 wurde die bis dahin selbstständige Gemeinde Peseckendorf in die Stadt Oschersleben (Bode) eingemeindet. Die Postleitzahl hat sich dabei von 39398 zu 39387 geändert.

## Gedenkstätten
Auf dem Friedhof Peseckendorf existieren Grabstätten für einen namentlich bekannten ungarischen und einen unbekannten KZ-Häftling, die im April 1945 während eines Todesmarsches vom Außenlager Hadmersleben des KZ Buchenwald von SS-Männern ermordet wurden. Ihnen wird neben den Gefallenen des Orts im Ersten und Zweiten Weltkrieg auf dem Kriegerdenkmal Peseckendorf gedacht.

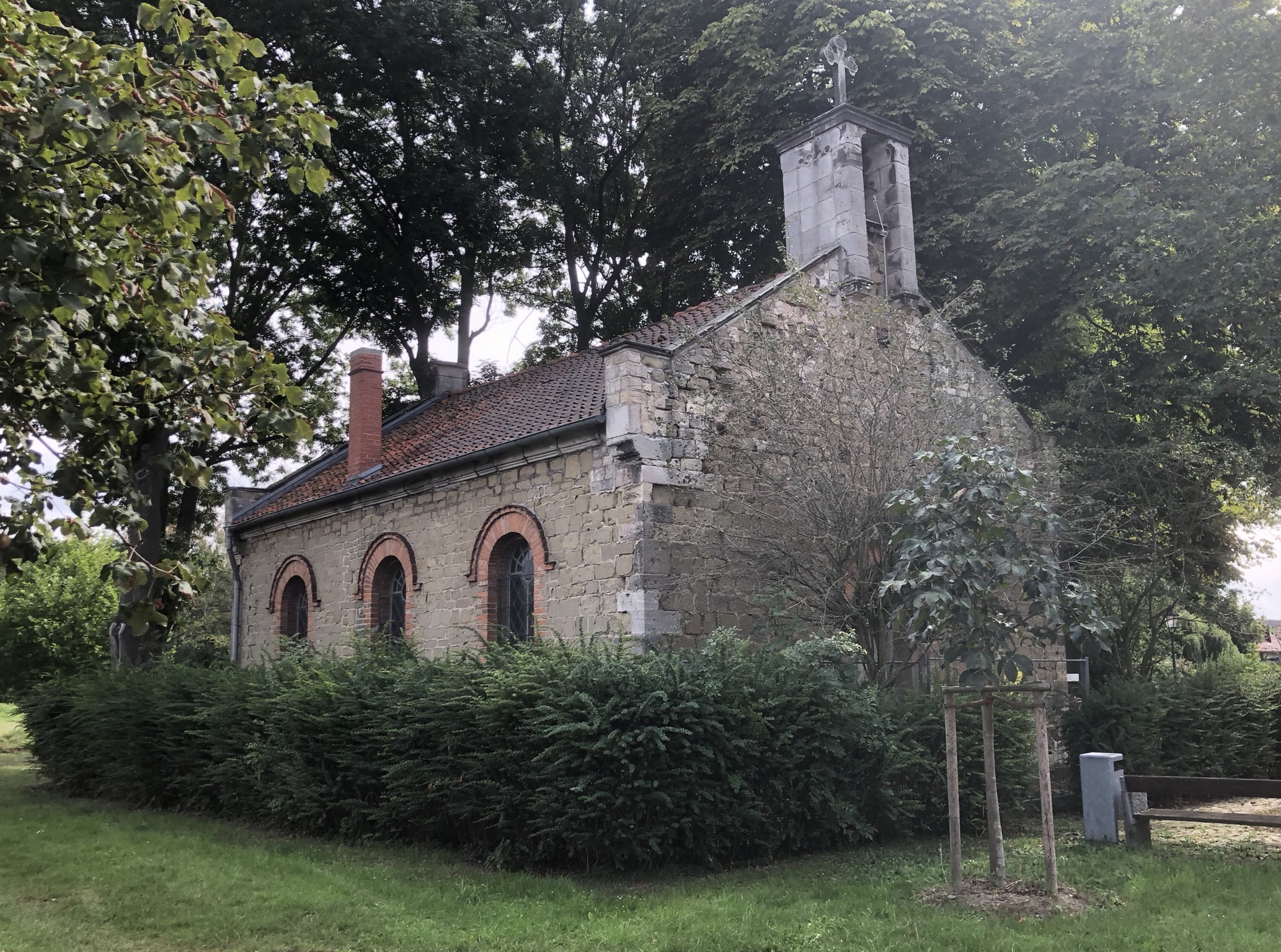
Johanniskirche
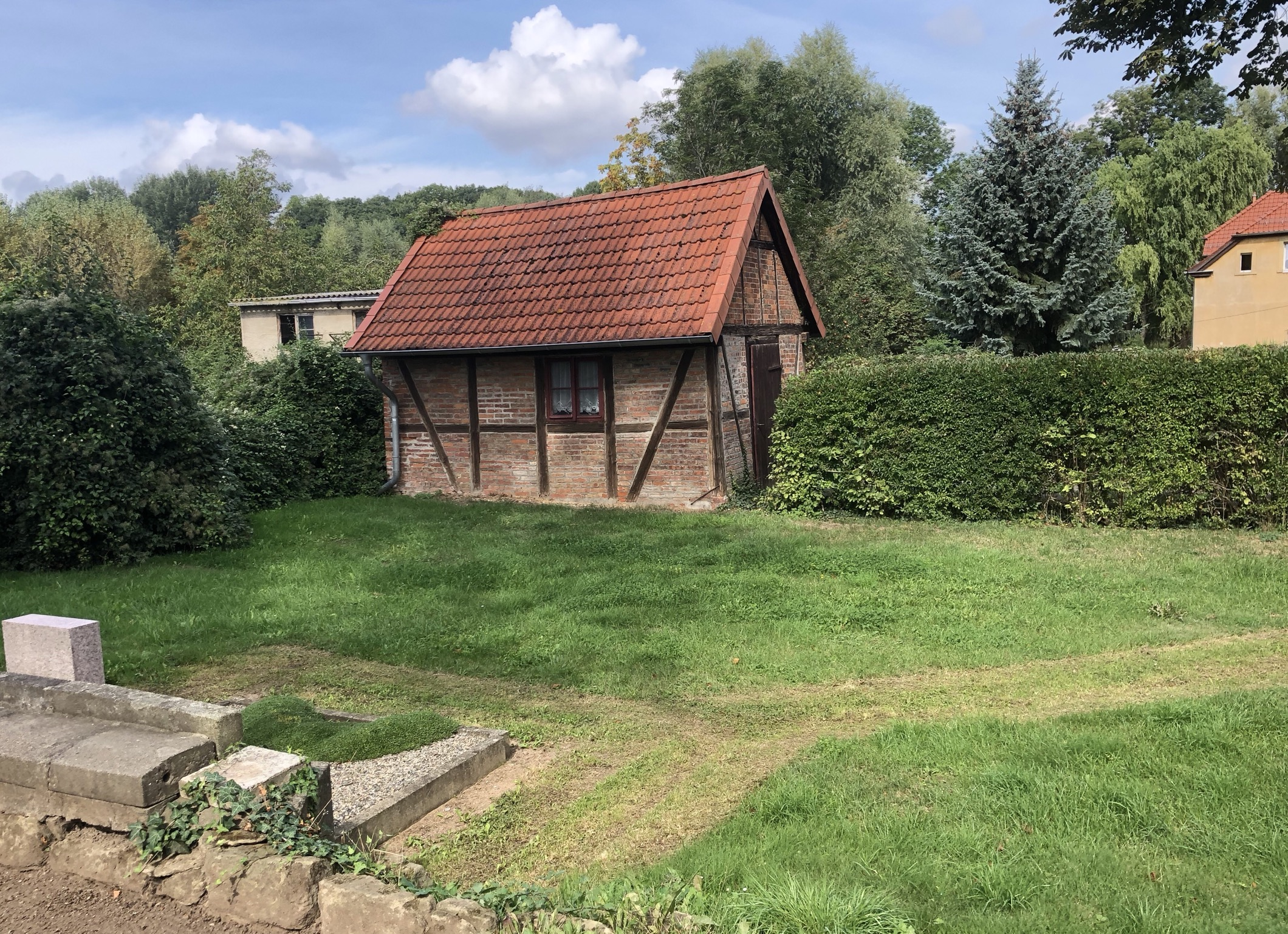
Friedhof
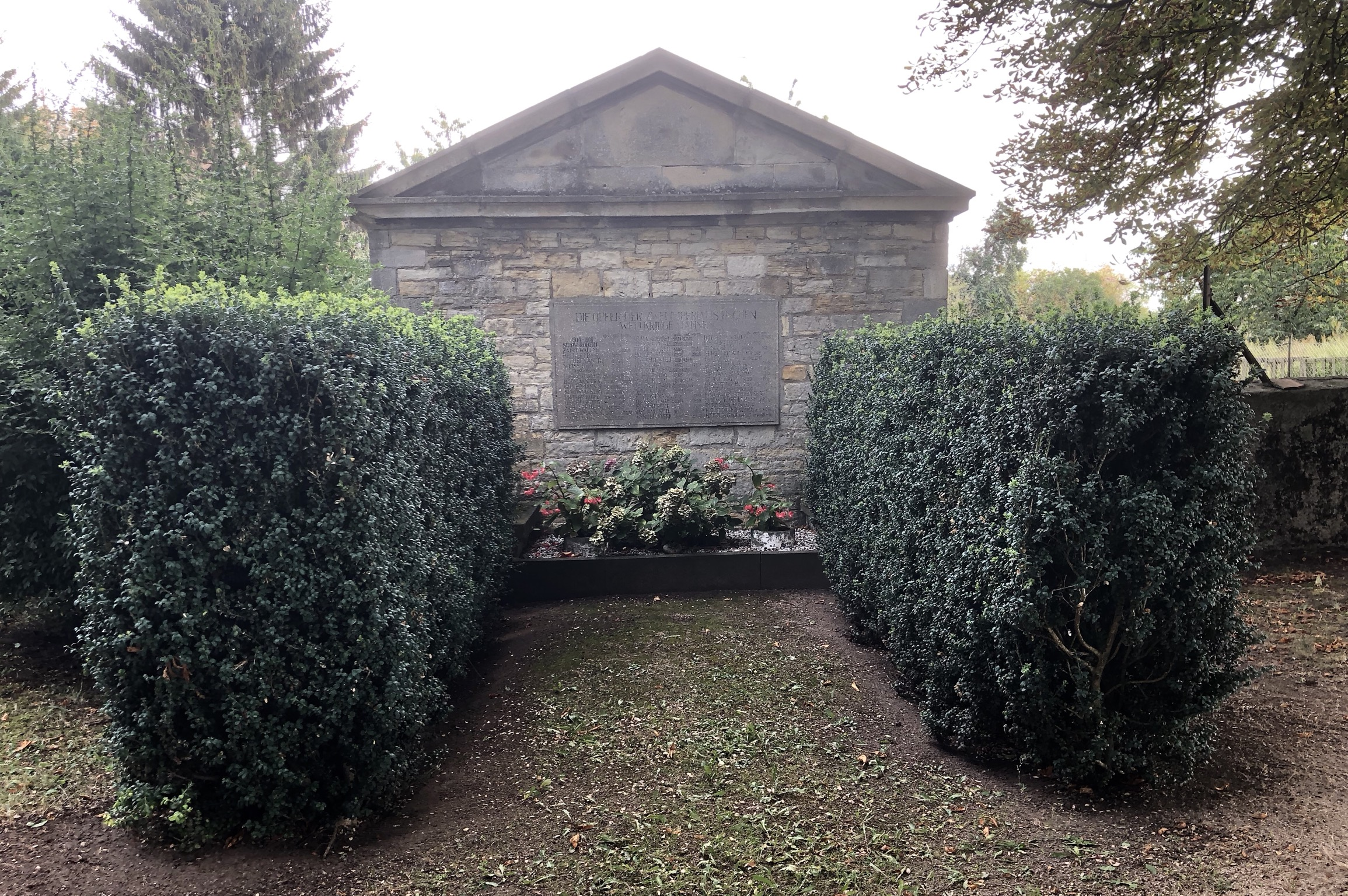
Gefallenendenkmal

## Wappen und Flagge

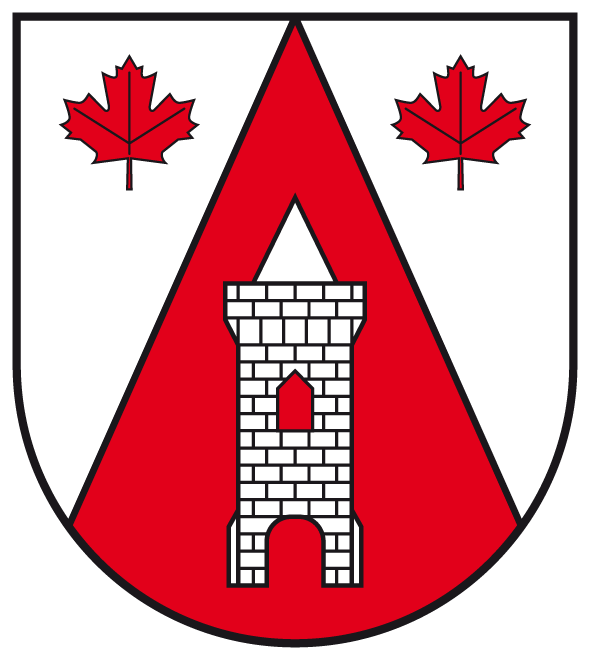
Wappen von Peseckendorf

Das Wappen wurde am 20. August 1999 durch das Regierungspräsidium Magdeburg genehmigt.
Blasonierung: „In Silber eine steigende rote Spitze, belegt mit einem schwarz gefugten, spitzbedachten silbernen Turm mit je einer Tor- und Fensteröffnung; oben begleitet von zwei steigenden roten Ahornblättern.“
Die Tinkturen Rot und Silber verweisen auf die ursprüngliche Zugehörigkeit zum Bistum Halberstadt. Der frühere Wasserturm ist das Wahrzeichen des Ortes, welcher im Schlosspark steht. Die Blätter symbolisieren diesen Park, in dem viele Baumarten, auch exotische, vorkommen.
Die Farben der ehemaligen Gemeinde sind Rot–Silber (Weiß).
Die Flagge des Ortes ist rot-weiß-gestreift mit dem mittig aufgelegten Wappen.

## Wirtschaft und Infrastruktur

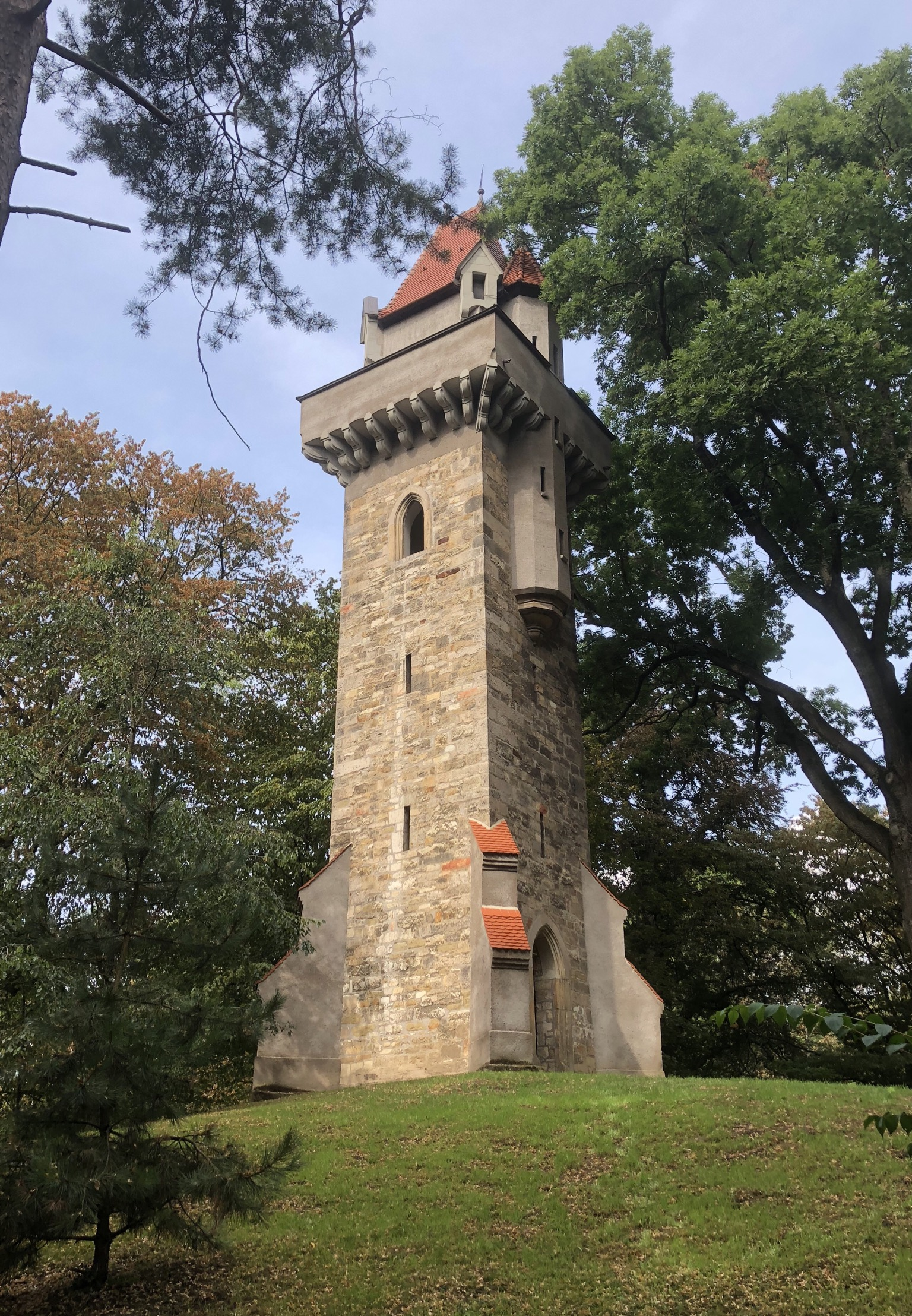
Wasserturm Peseckendorf

Zwei Kilometer westlich von Peseckendorf befindet sich die 1997 neu eröffnete Motorsport Arena Oschersleben.

### Verkehrsanbindung
Von Peseckendorf führen Landstraßen in die umliegenden Städte Oschersleben (Bode), Wanzleben, Seehausen und Hadmersleben. Der Bahnhof Hadmersleben befindet sich 1,5 km südlich des Ortes nahe der Bode an der Bahnstrecke Magdeburg–Halberstadt–Thale. Dort halten die Regionalbahnen von Oschersleben nach Magdeburg im Zweistundentakt. Der nächstgelegene Fernbahnhof ist Magdeburg Hauptbahnhof.

## Sehenswürdigkeiten

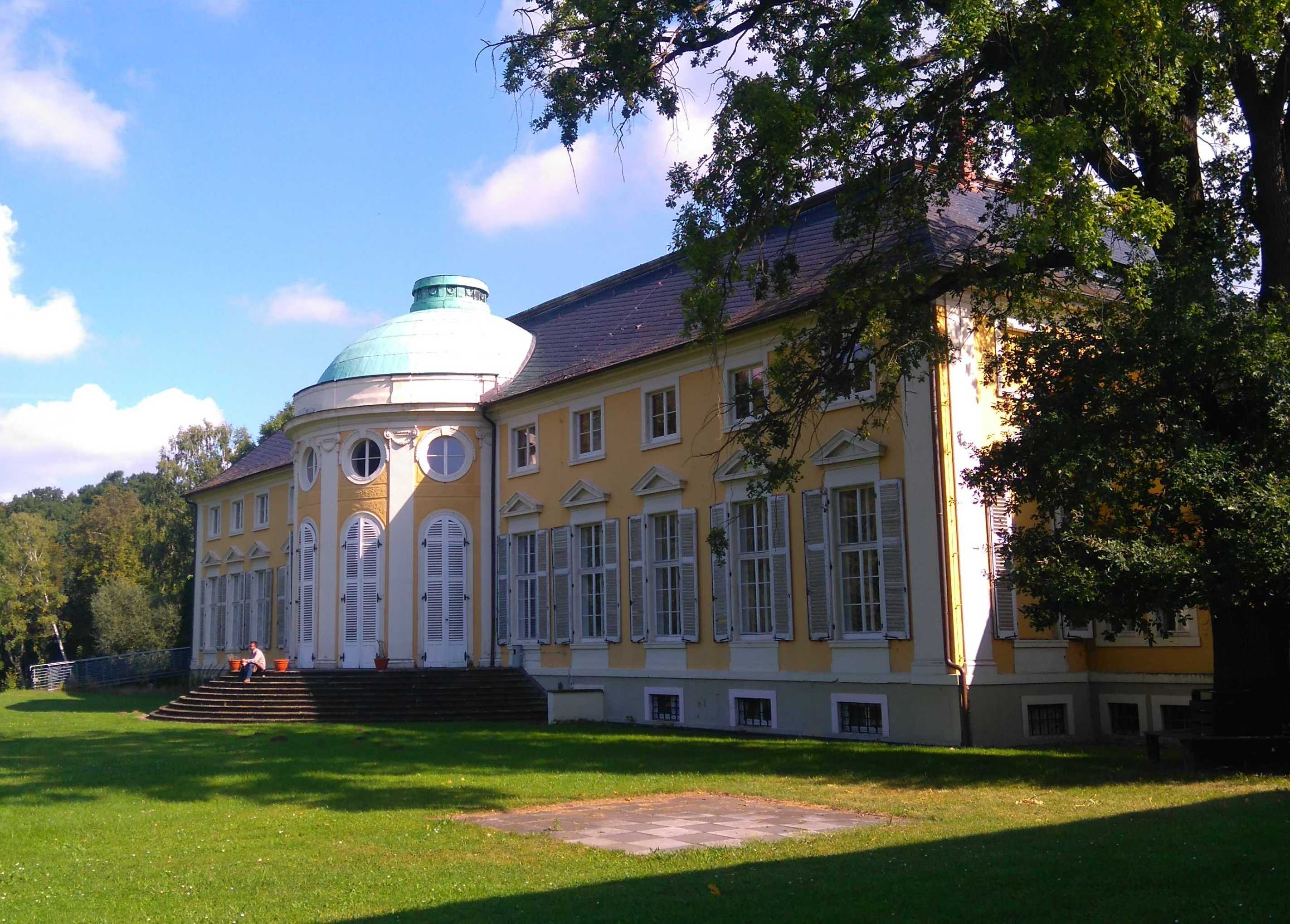
Ehemaliges Gutshaus

Das ehemalige Peseckendorfer Gutshaus, das 1906 vom Architekten Paul Schultze-Naumburg in historisierendem Stil errichtet wurde, war nach 1945 zunächst eine Schulungsstätte des DDR-Gewerkschaftsbundes FDGB. Nach der Nutzung als Hilfsschulheim (1969 bis 1991) erwarb der Paritätische Wohlfahrtsverband Sachsen-Anhalt die Gebäude und richtete nach umfangreicher Sanierung eine Jugendbildungsstätte ein. Zum Komplex gehört ein Landschaftspark mit Teichen sowie ein 25 m hoher Wasserturm aus dem 19. Jahrhundert.
Im Ort befindet sich auch die 1857 errichtete denkmalgeschützte Johanniskirche.

## Persönlichkeiten
Der Arzt und Botaniker Johann Thal starb 1583 in Peseckendorf. Im 19. Jahrhundert war der Schriftsteller und Theologe Julius Dammann zeitweise als Pfarrer in Peseckendorf tätig.